# Automeris nigrescens
Automeris nigrescens är en fjärilsart som beskrevs av Eugène Louis Bouvier 1929. Automeris nigrescens ingår i släktet Automeris och familjen påfågelsspinnare. Inga underarter finns listade i Catalogue of Life.